# 肖爾黑文 (紐約州)
肖爾黑文（英語：Shorehaven）是位於美國紐約州達奇斯縣的普查規定居民點。

## 人口
根據2020年美國人口普查的數據，肖爾黑文的面積為4.67平方千米，當中陸地面積為3.55平方千米，而水域面積為1.11平方千米。當地共有人口686人，而人口密度為每平方千米146.9人。